# Ganodes matai
Ganodes matai là một loài tò vò trong họ Ichneumonidae.